# 소배압
소배압(蕭排押, ? ~ ?)은 거란족 출신의 요나라 장군이다.

## 생애
요 경종(景宗)의 사위이자 소손녕(蕭遜寧)의 형인 소배압은 서북 방면의 몽골족 정벌에 공을 세웠고, 986년(요 성종4년)에는 하북(河北)으로 진격해온 송군을 격파하는 공을 세웠다. 그 후 남경통군사(南京統軍使)·동정사문하평장사(同政事門下平章事)·동경유수(東京留守) 등을 역임하였고, 1004년 성종(聖宗)이 허베이 방면으로 친정(親征)할 때에는 전방의 총지휘를 맡았다.
1010년(현종 1년)에 성종이 고려 정벌을 시작했을 때 휘하의 사령관으로 들어와 이듬해 1월에는 한때 고려의 수도인 개경을 점령하였고, 1018년 12월에는 다시 10만 대군을 거느리고 침입했다가 이듬해인 1019년 2월 평안도 귀주(龜州)에서 고려의 강감찬(姜邯贊)에게 대패하고 본국에 돌아가 파면되었다.

## 소배압이 등장한 작품
- 《천추태후》(KBS, 2009년, 배우: 정흥채)
- 《평화전쟁 1019》(Jtbc, 2019년, 배우: 바야라 카즈바자르)
- 《고려거란전쟁》(KBS, 2023년, 배우: 김준배)

## 참고 자료
- 《요사》 88권 전기 18호